# Wonosekar (Gembong)
Wonosekar is een bestuurslaag in het regentschap Pati van de provincie Midden-Java, Indonesië. Wonosekar telt 1510 inwoners (volkstelling 2010).